# Гньоздовський напис

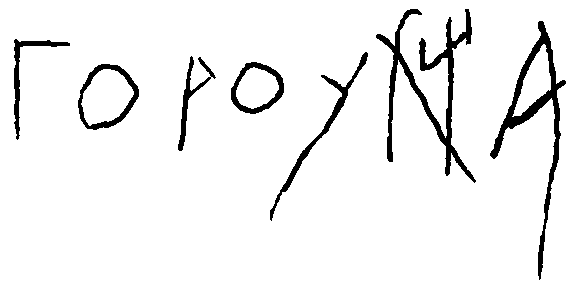
Гньоздовський напис

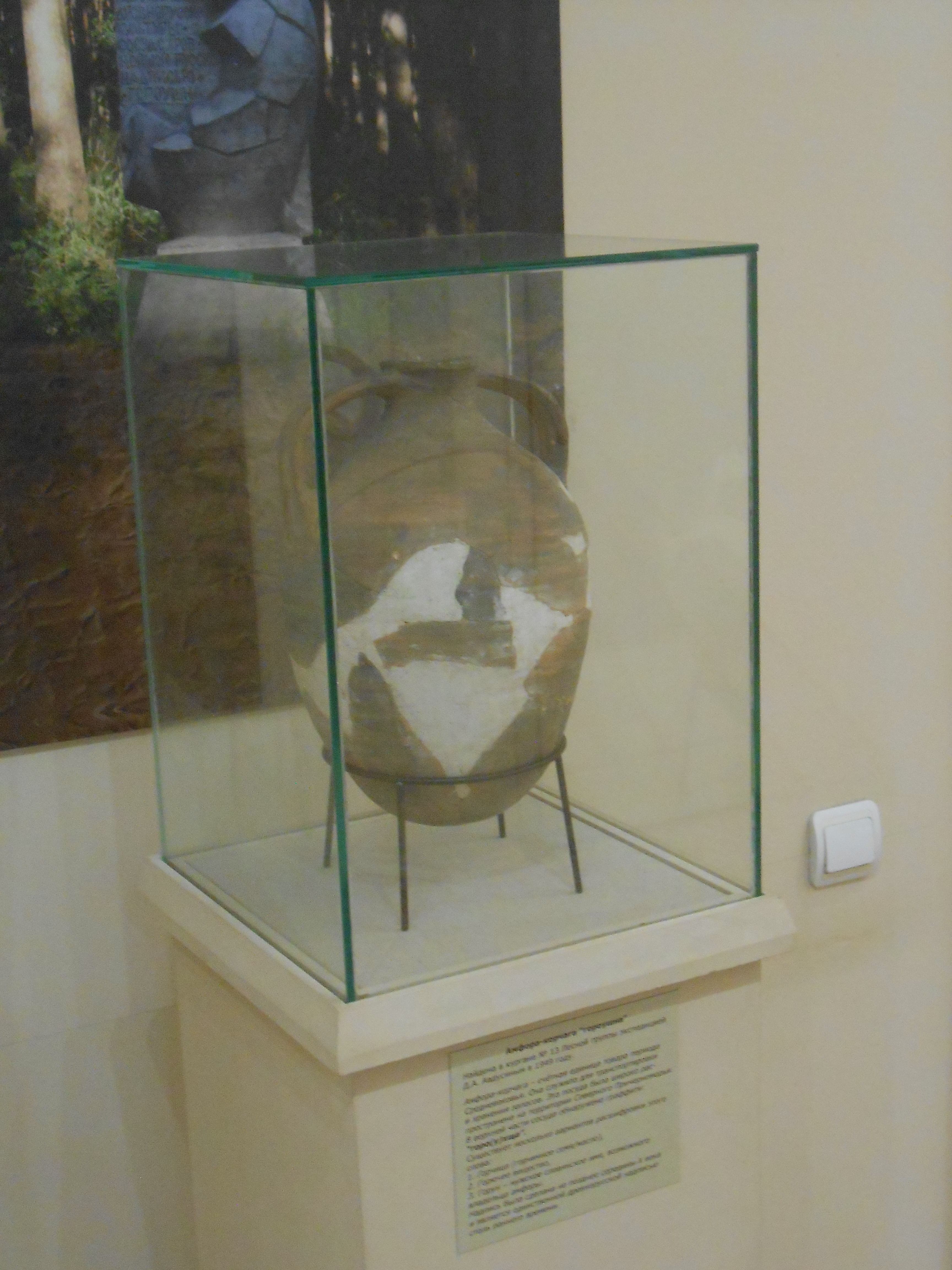
Глек з написом у Смоленському історичному музеї

Гньоздовський напис — найдавніший відомий давньоруський напис кирилицею (друга чверть — середина X століття). Глиняний глек з ним знайдено 1949 року в одному з Гньоздовських курганів (біля Смоленська). Звично напис читають «гороухща» й тлумачать «гірчиця», хоча є багато інших версій.